# Mook (publikace)
Mook (/mʊk/) je publikace, která je formátem podobná časopisu; je však určena k setrvání na pultech knihkupectví po delší dobu než tradiční časopisy. Formát mook je populární zejména v Japonsku.
Termín je smíšeninou slov „magazine“ (časopis) a „book“ (kniha). Poprvé byl použit v květnu 1971 v Londýně na 8. sjezdu organizace Fédération Internationale de la Presse Périodique.

## V Japonsku
V Japonsku je formát používán od 50. let; termínem mook (ムック, mukku) začal být označován v 70. letech.
V roce 2013 bylo v Japonsku vydáno rekordní množství 8000 nových mooků.[zdroj?] V roce 2019 bylo nových mooků vydáno přes 6000.[zdroj?] Tržby však dosáhly vrcholu v roce 1997; od té doby pozvolna klesají.